# Марко Морденте
Марко Морденте (итал. Marco Mordente; Терамо, Италија, 7. јануар 1979) је италијански кошаркаш. Игра на позицији бека а тренутно наступа за Јувеказерту.